# شوشلتسی
شوشلتسی (به لاتین: Shosheltsy) یک منطقهٔ مسکونی در روسیه است که در استان آرخانگلسک واقع شده‌است.